# Ogljenšak
Ogljenšak je naselje v Občini Slovenska Bistrica.